# Crimora coneja
Crimora coneja Er. Marcus, 1961 è un mollusco nudibranchio della famiglia Polyceridae.

## Descrizione
Corpo di colore bianco-giallastro, con tubercoli neri e arancio, dello stesso colore del corpo alla base. Rinofori lamellari, alla base dello stesso colore del corpo, man mano di colore arancio. Ciuffo branchiale arborescente, grigio-bianco traslucido. Fino a 25 millimetri.

## Biologia
Si nutre di briozoi della specie Callopora minuscula.

## Distribuzione e habitat
Raro. Da San Diego, California a Cape Arago, Oregon.